# フランツ・ヘスラー
フランツ・ヘスラー(ドイツ語: Franz Hößler または Franz Hössler、1906年2月4日 - 1945年12月13日）は、ドイツの軍人。第二次世界大戦中、親衛隊(SS)の将校として、アウシュヴィッツ＝ビルケナウ強制収容所、ミッテルバウ＝ドーラ強制収容所、ベルゲン・ベルゼン強制収容所の看守長を務めた。最終階級は親衛隊中尉。戦後は連合国によって逮捕され、ベルゼン裁判において人道に対する罪における有罪と死刑判決が言い渡された。1945年12月13日、ハーメルンの収容所で絞首刑に処された。

## 若年期
1906年、ヘスラーはドイツ帝国シュヴァーベン・オーベルドルフ(現オーバーアルゴイ郡インメンシュタット)にて職長の息子として生を受けた。彼は早くに学校をやめて写真家になるが、その後は倉庫の労働者を経て1930年代の大恐慌の中で失業者となる。1932年11月には国家社会主義ドイツ労働者党(NSDAP)に入党（党員番号1,374,713）し、同時にSSにも入隊している(隊員番号41,940)。この頃、ヘスラーは結婚して3人の子供をもうけている。
SS隊員になったヘスラーは、すぐに親衛隊中尉まで昇進し、武装親衛隊の予備役士官にも任命されている。1933年7月にダッハウ強制収容所が設立されると、最初の職員の1人として赴任した。看守として勤務した他、後には料理人なども務めている。第二次世界大戦の勃発前後まで、彼はダッハウに勤務していた。

## アウシュヴィッツ
1940年6月、ヘスラーは新設のアウシュヴィッツ＝ビルケナウ強制収容所に移る。最初の大量輸送、すなわち6月14日のポーランド人政治犯728人の到着にも居合わせた。彼は収容所の糧食班に勤務する傍ら、しばしば付属収容所の監督官(Kommandoführer)としても活動した。1941年初頭には収容所の労働指導者(Arbeitsdienstführer)に任命される。1941年7月28日、ヘスラーはアウシュヴィッツ収容所からゾンネンシュタイン城まで収容者575名を移送した。ゾンネンシュタイン城は、いわゆる特別措置14f13に従って安楽死施設が設置されていた。
1942年6月、ヘスラーはオットー・モール、ハンス・アウマイアーと共に、第1収容所における反乱で逮捕された168名の処刑にあたった。1942年にはゾーラヒュッテ(Solahütte)と呼ばれるザイブッシュでの親衛隊員向け保養地建設計画に参加した。
1942年、アウシュヴィッツ収容所が正式に絶滅収容所に指定されるとヘスラーも職員の1人として様々な役割を担うことになる。1942年9月から11月まで、彼は収容者による旅団規模の部隊、ゾンダーコマンド・ヘスラー(Sonderkommando Hößler)を率いていた。この部隊の任務は第1収容所の集団墓地に埋葬されていた107,000人分の死体を掘り返し、第2収容所に新しく設置された焼却棟へ運び込むことであった。ゾンダーコマンド・ヘスラーの隊員となった収容者は、その業務が完了した後にほとんどが処刑された。この任務を遂行するにあたって、ヘスラーはルドルフ・ヘースらと共にヘウムノ強制収容所を9月16日に訪問し、パウル・ブローベルによる活動の説明を受けている.。
この頃、ヘスラーは主に第1収容所の古い火葬場に勤務しており、ガス殺などにも関わっていたという。1942年8月30日から11月17日まで勤務していた収容所付軍医のヨハン・クレーマーは、ヘスラーがオランダ系ユダヤ人1,703人の移送に関与していたことを証言している。
1943年中頃、ヘスラーは収容者の中から「アーリア人」の女性を募集する任務に付いた。募集にあたって「より良質な食事と保護を与える」と宣言していたが、実際には第1収容所内に新設された慰安所による募集だった。1943年8月、彼はアウシュヴィッツ女性監房の看守長(Schutzhaftlagerführer)に昇格し、管理長(Oberaufseherin)のマリア・マンデルと共に勤務した。この頃、彼はいわゆる選別と処刑にも関与している。アウシュヴィッツ収容所から生還した元ゾンダーコマンド隊員、フィリップ・ミューラーは、ヘスラーがギリシャ系ユダヤ人のグループをガス室に送り込む際に次のように話していたと証言している。
1944年3月15日から5月15日までの短期間、占領下フランスのモースバッハに設置されていたネッカーエルツ強制収容所(KZ Neckarelz)にて所長職に着く。ネッカーエルツはナッツヴァイラー・シュトゥルトホフ強制収容所の付属収容所(Außenlager)であった。1944年6月、連合国によるフランス上陸が始まる頃、ヘスラーはアウシュヴィッツに戻って1945年1月に収容所が破られるまで看守長として勤務した。

## ミッテルバウ＝ドーラ
1945年1月、東部戦線では赤軍が各地で勝利を重ねていた。これを受けてアウシュヴィッツ収容所職員はミッテルバウ＝ドーラ強制収容所への退避を開始した。アウシュヴィッツ収容所所長リヒャルト・ベーアはミッテルバウ＝ドーラの指揮権を引き継ぎ、ヘスラーも再び看守長となる。1945年4月5日、米第3機甲師団がミッテルバウ=ドーラ収容所に迫ってくると、ヘスラーは未だ機能しているベルゲン・ベルゼン収容所への収容者の移送を指揮した。この移送の最終段階では、いわゆる「死の行進」も行われた。

## ベルゲン・ベルゼン

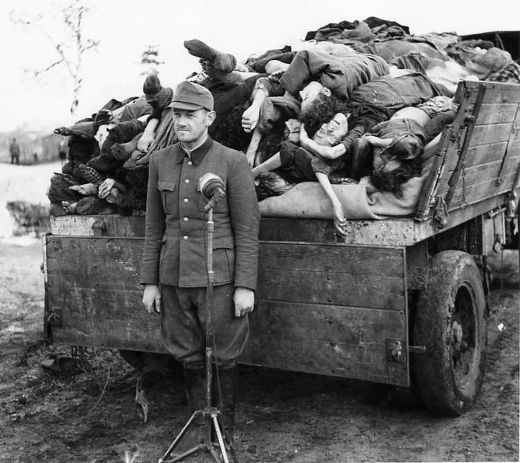
逮捕後、収容者の死体を積んだトラックの前に立つヘスラー

1945年4月8日、ヘスラー率いる護送部隊がベルゲン・ベルゼン強制収容所に到着する。到着後まもなく、ヘスラーは所長ヨーゼフ・クラーマーによって副所長に任命された。ベルゲン・ベルゼンでは直接収容者の銃殺に加わっており、後の裁判で裁かれる罪の1つとなった。1945年4月15日、ベルゲン・ベルゼン収容所が解放される。ヘスラーは収容者の服を着て隠れていたが、結局は英軍によって発見され、残留していた他の職員らと共に逮捕された。逮捕されたSS隊員らは、すぐに放置されていた収容者の遺体を埋葬するように命令された。

## 裁判と死
戦後、ヘスラーはリューネブルクの英軍事法廷で開かれたベルゲン・ベルゼン裁判で裁かれた。1945年11月17日、絞首刑による死刑が言い渡される。1945年12月13日、ハーメルン刑務所にて死刑執行人アルバート・ピアポイントの手で処刑された。